# Euura hastatae
Euura hastatae är en stekelart som beskrevs av René Malaise 1920. Euura hastatae ingår i släktet Euura, och familjen bladsteklar. Arten är reproducerande i Sverige.